# 顧章志
顧章志（1523年—1586年），字子行，號觀海，直隸蘇州府崑山縣人，太倉州民籍，明朝政治人物。

## 生平
嘉靖二十五年（1546年）丙午科應天府鄉試第三十名舉人。嘉靖三十二年（1553年）中式癸丑科會試第一百四十七名，三甲第四名進士。都察院观政，初授行人，升司副、司正、刑部员外郎、郎中，累升江西饶州府知府、湖广按察司副使，當時嚴嵩父子权倾朝野，顧章志卻并不買帳。丁母忧归。万历二年十月复除广西驿传道副使，五年正月升贵州右参政，五月升广西按察使，乞休归。家居七年，万历十一年二月起补山东按察使，十月升南京光禄寺卿，十二年二月升应天府府尹，十三年二月官至南京兵部右侍郎。

## 家族
曾祖顧珩；祖父顧鑑，封刑科給事中；父顧濟，刑科給事中。母陸氏（封孺人）。兄顾樅（太学生）。
子顾绍芳、绍英、绍艺、绍芬、绍芾。
顧炎武是其曾孫。